# Theleura punctata
Theleura punctata är en mångfotingart som beskrevs av Loomis 1966. Theleura punctata ingår i släktet Theleura och familjen Cryptodesmidae. Inga underarter finns listade i Catalogue of Life.